# Boronia wilsonii
Boronia wilsonii là một loài thực vật có hoa trong họ Cửu lý hương. Loài này được (F.Muell. ex Benth.) Duretto mô tả khoa học đầu tiên năm 1997.